# رود ایرکوت
رود ایرکوت (به لاتین: Irkut) یک رود در روسیه است که در بوریاتیا و استان ایرکوتسک واقع شده‌است.